# José María Amusátegui
José María Amusátegui de la Cierva (San Roque, 12 de marzo de 1932) es un financiero y abogado del Estado español, que fue copresidente del Banco Santander Central Hispano.

## Biografía
Hijo de una familia de marinos, se licenció en Derecho en la Universidad Complutense de Madrid en 1954. Tras terminar sus estudios fue profesor ayudante de Derecho Civil en la misma universidad y en 1959 obtuvo la plaza por oposición de abogado del Estado. En 1963, junto con Claudio Boada, entonces gerente de Construcciones Aeronáuticas (CASA) y asociado a otra empresa del Instituto Nacional de Industria comenzó a desarrollar su actividad como directivo y gestor, siempre a la sombra de Claudio Boada. En 1967 se incorporó a Altos Hornos de Vizcaya donde Boada era presidente, accediendo en 1970 a la vicepresidencia del INI también con la presidencia de Boada.
Pasó por distintas empresas privadas y públicas como el Banco de Madrid, el Banco Catalán de Desarrollo, INTELSA, Astilleros Españoles (presidente), Instituto Nacional de Hidrocarburos (vicepresidente), Campsa (presidente), consejero adjunto a la presidencia del Banco Hispano Americano (1985), presidente del Banco Urquijo y en 1990 presidente del Banco Hispano Americano. En el proceso de concentración bancaria de la década de 1990, firmó la fusión con el Banco Central (empresa de España), presidido por Alfonso Escámez, dando lugar al Banco Central Hispano, del que fue presidente solidario (hasta 1992 en que fue único presidente) y director ejecutivo. En 1993 fue presidente también de Unión Fenosa. En 1999 junto con Emilio Botín se inició la fusión del Banco Central Hispano Americano con el Banco Santander, que daría lugar al Banco de Santander Central Hispano, siendo copresidente solidario con Botín hasta 2001, cuando debió renunciar al tener Emilio Botín el control mayoritario del consejo de administración y constituirse más tarde el Grupo Santander.